# Renard hydraulique
 (juillet 2018).
Si vous disposez d'ouvrages ou d'articles de référence ou si vous connaissez des sites web de qualité traitant du thème abordé ici, merci de compléter l'article en donnant les références utiles à sa vérifiabilité et en les liant à la section « Notes et références ».

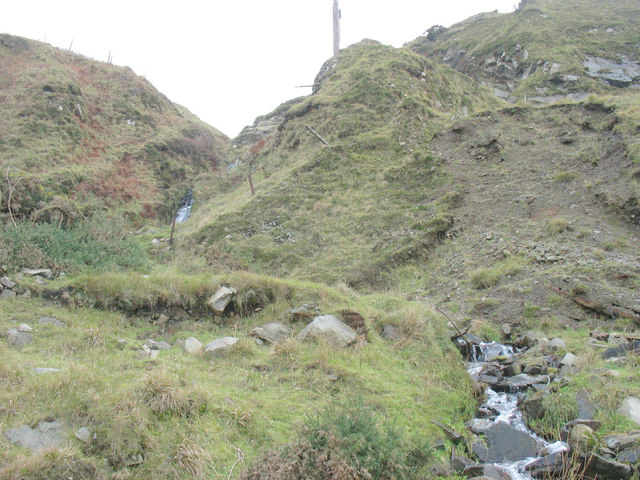
Cette « vallée suspendue » a été créée par un phénomène d'érosion rapide de la falaise assimilable à un renard hydraulique.

Un renard hydraulique est un phénomène d'érosion interne très dangereux qui se produit dans un ouvrage hydraulique de l’aval vers l’amont. C'est la seconde cause de défaillance la plus fréquente pour les digues, et l'une des principales causes de défaillance des barrages de terre, responsable d'environ la moitié des défaillances des barrages en remblai.

## Étymologie
L'origine du terme renard hydraulique est vraisemblablement liée au comportement fouineur de l'animal connu pour creuser ses terriers dans des sols meubles.[citation nécessaire]

## Érosion interne et phénomène de renard hydraulique
Selon la Commission internationale des grands barrages (CIGB), il existe quatre modes de défaillance des barrages en remblai :  
- Au travers du remblai
- Au travers de la fondation
- Du remblai vers la fondation
- En association avec des structures traversantes ou pénétrantes.

## Prévention
Pour éviter ce phénomène, on peut poser un parafouille.
Il est possible d'éviter l'érosion au moyens de filtres. 